# Exsula
Exsula is een geslacht van vlinders van de familie uilen (Noctuidae), uit de onderfamilie Agaristinae.

## Soorten
- E. dentatrix Westwood, 1898
- E. victrix Westwood, 1848